# Rogo
Rogo é uma cidade e área de governo local da Nigéria situada no estado de Cano. Compreende um área de 802 quilômetros quadrados e segundo censo de 2006 havia 227 742 habitantes.